# John Winchester
John Winchester az Odaát (Supernatural) című televíziós sorozat szereplője, akit Jeffrey Dean Morgan és Matt Cohan alakít. John a sorozat egyik mellékszereplője.

## Háttér
John 1954-ben született, a sorozatban a két főszereplő fivér, Dean és Sam Winchester apjaként tűnik fel, mint egykoron gondos apa és családfő, egy Vietnámot megjárt veterán, aki családjával a kansasi Lawrenceben él. Egy rejtélyes tragédia során azonban egy démon okozta lakástűzben elveszíti feleségét, Mary-t, ez pedig arra készteti, hogy feladja korábbi életét, és a természetfelettire vadászva bosszút álljon Mary gyilkosán, megkeresse és megölje a rejtélyes Sárgaszemű démont. Több vadásszal ismerkedett meg és barátkozott össze: Bobby-val, Ellennel, annak férjével, Williammel, illetve lányukkal, Joval. Kapcsolata a Harvelle családdal akkor romlott meg, amikor egy közös vadászat során cserbenhagyta Willt, aki társa miatt így meghalt. Mikor Meg megszállta Sam testét, elmondta Jo-nak, hogy a közös vadászatkor a démon nem ölte meg az apját, csak megsebesítette és végül John volt az, aki könyörületből végzett vele. John sosem tudta magának megbocsátani a történteket, és ezért nem ment azután soha többé Ellen fogadójába. Fiait kiskoruktól kezdve, nagy szigorral a vadászatra neveli, folyamatosan költözik velük, azonban kisebbik fia, Sam ezt felnőtt korára megelégeli, összeveszik apjával, és külön életet kezd, beiratkozik a Stanfordra, ettől fogva John csak idősebbik fiára, Deanre, illetve barátaira számíthat. John az autóját, egy fekete 1967-es Chevrolet Impalát 18 éves születésnapjára ajándékozza Deannek, aki azóta is nagy becsben tartja.

## Sorozatbeli szerepe

### 1. évad
Az 1. évad Johnnak egy vadászata folyamán nyoma veszik, üzenetet sem hagy maga után, és telefonján is csak az üzenetrögzítője kapcsol. Dean ekkor kéri meg rég nem látott öccsét, hogy segítsen megtalálni apjukat, akinek aztán meg is találják naplóját egy korábban általa kivett motelszobában, benne több évtizedes feljegyzéseivel, többnyire a természetfelettivel kapcsolatban. Míg a fivérek apjuk nyomdokaiba lépnek, az alkalmanként hagy nekik hátra üzeneteket, amik általában egy-egy paranormális esethez vezetnek. John egy idő után -azok tudta nélkül- követni kezdi fiait, majd végül találkozik is velük. Az örömteljes pillanatoknak azonban egy Meg nevű démon vet véget, ezért -miután sikeresen túlélték a támadást- ismét különválnak, hiszen együtt sokkal sebezhetőbbek lennének. John egy időre ismét eltűnik, ám mikor az évad végén egy vadászt, Daniel Elkinst vámpírok gyilkolnak meg, és kaparintják meg a minden természetfeletti lénnyel végző legendás fegyvert, a Coltot, utánajár az ügynek, ekkor pedig ismét összehozza a sors Deannel és Sammel. Az újra egyesült Winchesterék együttes erővel visszaszerzik a pisztolyt, nem sokkal később pedig John a már régóta keresett Sárgaszemű démon nyomára akad; pontosan tudja, hol fog lecsapni és mikor. Míg az akciót tervezgetik, Sam és örege között egyre nagyobb feszültség lesz úrrá, ám mikor John a démonok csapdájába sétál -hogy ezzel megmentse több barátja életét-, és azok elfogják, fiai elszántan próbálják kiszabadítani. Ez ugyan sikerül is, ekkor azonban fény derül rá, hogy megszállta őt egy démon, méghozzá maga a Sárgaszemű démon, aki ezután elfogja, majd kínozni kezdi a fiúkat. Johnnak azonban egy pillanatra sikerül visszanyernie az uralmat saját teste felett, ez pedig elég időt ad Samnek, hogy előrántsa a Coltot. John ugyan eltökélten kiabálja, hogy lője le, és ölje vele a démont, ennek ellenére Sam csak megsebzi apját, ennek következtében pedig a gonosz elhagyja annak testét. Az évad utolsó képkockáin a Winchester család útra kel, hogy folytassa bosszúhadjáratát, ám egy démon vezette kamion belehajt az Impalába, mely végül az árokban köt ki.

### 2. évad
A 2. évad elején John kisebb zúzódásokkal megússza a balesetet, Dean ellenben élet-halál között kezd lebegni, Sam és őközötte pedig a feszültség már vitába torkollik, apa és fia csúnyán összevesznek. Hogy megmentse fia életét, John végső elkeseredettségében megidézi a sárgaszeműt, Azazelt, és feláldozza a Coltot és saját életét, cserébe Dean felépüléséért. John még megoszt néhány Sammel kapcsolatos fontos információt Deannel, és elbúcsúzik tőle, pillanatokkal később a kórház egyik termében holtan terül el. Gyászoló fiai a holttestét elégetik. Az évad során egy démon utal rá, miszerint John lelke a Pokolban sínylődik, az utolsó részben pedig, mikor néhány percre feltárul az Ördög kapuja, a John szelleme is feltűnik, és segít Deannek megölnie Azazelt. Ekkor a férfi még egy utolsó könnyes pillantást vet fiaira, majd eltűnik. Még ebben az évadban fény derül rá, hogy John szoros barátságot ápolt egy vadászcsaláddal, ám egy közös akciójuk során cserbenhagyta a családfőt, Williamet, aki ennek következtében meghalt, azóta pedig annak sem özvegye, Ellen, sem pedig lánya, Jo nem volt hajlandó vele szóba állni.

### 4. évad
Johnról a 4. évadban derül ki, hogy a természetfeletti világgal már fiatal korában, 1973-ban is volt kapcsolata: amikor Azazel akkoriban lemészárolta a szintén vadász Mary szüleit, a démon Johnnal is végzett, és ezzel zsarolt ki egy megállapodást Marytől, ami után aztán a fiút visszahozta az élők közé. John még ebben az évben -tudtán kívül- találkozott saját fiával, az angyalok által az időben visszaküldött Deannel, aki többek közt, segített neki a választásban, hogy megvásárolja az Impalát. Az évad végén a fivérek újabb titkot tudnak meg apjukról: az öregnek volt egy titkos viszonya egy Kate Milligannel, akitől 1990-ben megszületett Adam, akit ugyan azóta már anyjával együtt meggyilkoltak, John több időt töltött vele, mint Deannel és Sammel kiskorukban.

### 5. évad
Az 5. évadban az egyik angyal, Anna úgy gondolja, az Apokalipszis elkerülése érdekében, meg kell ölni a testvérek szüleit, ezért visszautazik 1978-ba, és Johnék életére tör. Mikor fiai is visszaérkeznek az időben, a férfi megtudja az igazságot a természetfelettiről és Maryről, amitől eléggé kiborul. Főnökét az autószervizben Anna meggyilkolja, később pedig egy társával, Uriellel John is kiüti, ekkor jelenik meg Mihály arkangyal, és arra kéri őt, hadd szállhassa meg a testét. John beleegyezik, így az angyal rajta keresztül tesz rendet, és lép kapcsolatba Deannel. Elhagyva a porhüvelyt, Mihály John és Mary emlékeit egyaránt kitörli, így mindent elfelejtenek a szörnyűségekről. Hónapokkal később John és Mary már boldogan élnek annak tudatában, hogy kisfiuk fog születni. Amikor valós idősíkban Deant és Samet meggyilkolják, a fiúk újraélik életük néhány pillanatát, az egyikben pedig Mary éppen telefonon veszekszik Johnnal.

### 11. évad
Az 11. évadban egyetlen részben tűnik fel a fiatal John, mikor is Isten rajta keresztül üzen Samnek, miközben az álmodik az Impalában.

## Megszemélyesítése
Jeffrey Dean Morgan 1966. április 22-én, a Washington állambeli Seattle-ben született, a Morgan család egyetlen gyermekeként. Gyermekként profi kosárlabdázó szeretett volna lenni, de egy sérülés meghiúsította az álmait, ezután a festészet és az írás foglalkoztatta, mígnem véletlenül kapcsolatba nem került a színészettel. 1991-ben kezdte pályafutását, játékfilmekben kapott kisebb epizódszerepeket, majd a The Burning Zone c. sorozatban tűnt fel, 2000-től pedig olyan sorozatokban jelent meg, mint a Vészhelyzet, JAG – Becsületbeli ügyek, Walker, a texasi kopó, Angel, CSI: A helyszínelők, Narancsvidék, Monk – Flúgos nyomozó, vagy a Tru Calling. Az igazi áttörést 2005. jelentette, amikor egyidejűleg három sorozatban kapott szerepet: A Grace klinikában, a Nancy ül a fűben, illetve az Odaátban. Morgan 1997-ben feleségül vett egy playgirlt, de házasságának hamar vége lett, hasonlóan későbbi kapcsolatának Mary-Louise Parkerrel, akivel egy évet bírtak ki együtt, 2008-ban szakítottak.

## Külső hivatkozások
- John Winchester a Superwiki-n